# 강태정
강태정(姜泰正, 1945년 1월 23일~2021년 12월 12일)는 대한민국의 야구 감독, 야구 해설가이다.
대구 출신으로, 주된 수비 위치는 내야수였다. 대구상고 졸업 후 실업 야구 팀 제일은행에 입단하였고, 이후 한국전력공사에서 선수 생활을 했는데 큰형 강태환씨(전 한국전력 감독-홍익대학교 초대감독)는 강태정이 그랬던 것처럼 고등학교(대구상고)-육군-한국전력 출신, 2루수 출신인 것이 똑같았다.
1972년 선수 생활을 은퇴하고, 1973년 지도자 생활을 시작하여, 모교 대구상고의 감독으로 부임하였다. 그동안 야구에서 거의 등한시되어 온 웨이트 트레이닝과 순발력 훈련을 도입하고, 매 경기 타선 변경, 도루를 중시하는 혁신적인 작전을 펼쳐 그해 대통령배, 봉황기, 황금사자기 전국고교야구대회에서 우승하는 돌풍을 일으켰다.
이후 건국대학교 감독으로 부임했고, 재임 시절 이 학교의 체육학과에 만학도로 편입하여 중단된 대학(경북대학교) 생활을 다시 시작해  졸업하였다.
당시 야구인으로는 드물게 학구파로서 1976년 동국대학교 대학원 체육학과에서 석사 학위를 받았고 대학 강단에 서기도 하였다.
1980년부터 실업 야구 팀 한국화장품에서 감독 생활을 하다  1986년 청보 핀토스의 코치로 영입되어 경험이 부족한 허구연 감독을 보좌하였다. 
하지만, 1985년 10월 17일부터 3년 계약 형식으로 취임한 허구연 감독이 성적 부진 탓인지 구단 측에서 1986년 5월 10일부터 일본에 연수를 보내어 본인(강태정)에게 감독대행을 맡기기도했다.
그 뒤, 허구연 감독이 1986년 6월 12일 일본에서 돌아온 뒤 감독에 복귀하는 과정에서 수석코치로 돌아왔지만 후기리그에서도 성적 부진을 면치 못하자 구단은 허구연을 감독직에서 물러나게 한 대신 같은 해 8월 6일부터 본인(강태정)에게 감독대행을 맡겼으며 9월 14일 7위로 지긋지긋한 시즌이 마감되자 허구연을 복귀시키는 대신 본인(강태정)의 직함에서 "대행"이란 꼬리를 떼는 것으로 인사를 정리했다.
그러나 청보 핀토스는 삼미 슈퍼스타즈와 마찬가지로 1987년에도 최하위를 전전했는데 시즌 초반 기동력 야구로 돌풍을 일으켰음에도 김근석 양승관이 부상으로 자주 경기에 결장한 데다 투수력의 힘 한계가 컸고 팀내 불화요인으로 점찍힌 간판타자 김진우에게는 무기한 출장정지 조치를 내렸다. 
이후, 1988년에는 청보가 매각되어 태평양 돌핀스로 출발하지만 강태정은 교체되지 않고 계속 감독을 맡았는데 1983년 OB 이후 5년 만에 대만에서 전지훈련을 치렀다. 
그러나 시즌  개막을 코앞에 둔 3월 8일이 되어서야 창단식을 가진 데다   개막전에서 승리에 대한 욕심이 지나쳐 에이스급 투수 4명을 풀가동하며 패한  이후 1승 13패로 성적 부진을 면치 못하자  임신근 감독 대행으로 교체되고 일본으로 야구 연수를 떠났다.
감독직에서 물러난 이후에는 야구인의 친목 모임 일구회 회장을 역임하기도 했으며, 스포츠 신문에 야구 칼럼을 기고하고, SBS에서 해설위원으로 활동했는데 1997년 10월 10일  1년 계약 형식으로 OB 베어스   수석코치를 맡아 현장에 복귀했으며 OB는 근성과 기동력 야구를 펼치기 위해  본인(강태정) 외에도 백기성 SBS 라디오 해설위원을 1997년 10월 28일 1년 계약 형식으로 주루코치 영입했다. 
하지만, 1998년 5월 경기 도중 덕아웃에서 선수들이 지켜보는 가운데 코치진들 사이의 충돌을 빚어오는 등 코치들이 대거 불협화음을 일으키자 이 사태의 책임을 물어 백기성 주루코치와 함께 1달 뒤 2군으로 강등됐고 급기야 같은 해 말  1년 전속계약 종료와 함께 팀을 떠났으며 이에 앞서 1990년 시즌 후 박영길 감독이 OB 감독설 물망에 오를 당시 코칭스태프 후보로 한때 거론됐으나 이재우 감독대행이 정식 감독으로 승격되는 바람에 좌절됐고 암 투병 도중 2021년 12월 12일 타계했으며 1990년 말 3년 계약으로 삼성 감독에 취임했지만 본인(김성근)의 스파르타식 훈련 때문에 부임 첫 해인 1991년 부상선수가 대거 속출하여 3위로 추락한 데다 1992년 훈련강도를 다소 낮추었으나 4위로 추락한 데다 준플레이오프에서 2패로 탈락하여 계약기간을 1년 남겨두고 중도하차한 김성근 감독 후임 물망에 한때 거론됐으며 1997년 말 OB 코치로 부임하기 앞서 삼성 감독 물망에  오르기도 했다.

## 출신학교
- 대구삼덕초등학교
- 대구중학교
- 대구상업고등학교
- 건국대학교 체육학과
- 동국대학교 대학원 체육학과 석사